# Mathieu Bataille (handball)
Ne doit pas être confondu avec le judoka Matthieu Bataille.
Mathieu Bataille, né le 1er août 1987 à Marseille, est un handballeur professionnel français.
Il mesure 1,95 m et pèse 100 kg. Il joue au poste de pivot pour le club du Tremblay Handball depuis la saison 2021-2022. Il est le frère aîné de Benjamin Bataille.

## Biographie
Originaire de Paris, Mathieu Bataille intègre le centre de formation de l'US Ivry avant de passer professionnel au sein du club francilien en 2007. Après douze saisons effectuées, il rejoint le club du HBC Nantes,.

## Distinctions
- nommé à l'élection du meilleur défenseur du Championnat de France 2015-2016